# Arendt Lamprechts
Arendt Lamprechts, död 1623, var en nederländsk målare, verksam i Sverige.

## Biografi

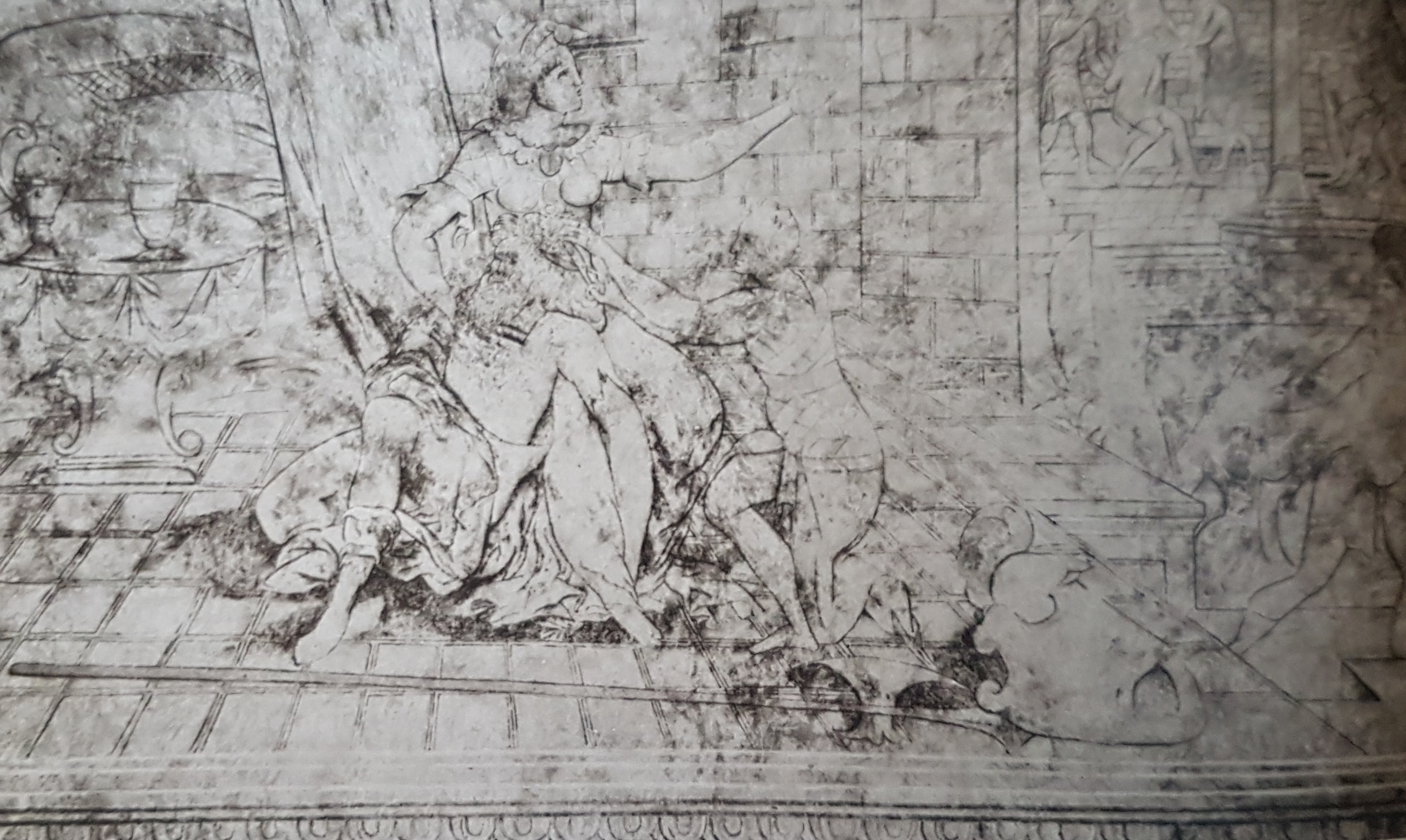
Scener ur Simsons hus målade i Kalmar slott av Arendt Lanprechts

Lamprechts kom till Sverige 1585 och arbetade bland annat som porträttmålare. I Kalmar slott utförde han Grå salens väggmålningar i grisaille med motiv ur Simsons saga (1585).
År 1586 togs han i Johan III:s tjänst och sändes till Vadstena slott för att medverka i de där pågående dekorationsarbetena. Han var under de följande åren verksam även på slotten i Kalmar och Borgholm.
Tillsammans med baptistmålare arbetade han inför kungens begravning 1593 och blev 1597 anställd vid Stockholms slott. Där deltog han i de festarbeten, som förekom inför kröningen i Uppsala (1607) och andra högtider.
Av hans verk är numera inget bevarat, möjligen med undantag av några svaga spår av hans dekorationsmålningar i Kalmar slott och ett porträtt på Hallwylska museet.
Arendt Lamprechts och hans son Cornelius Arendtz har även tillskrivits en rad andra porträtt, som det av Sven Elofsson på Skokloster, det av Erik Sparre på Kronovalls slott och ett av Karl IX i Romrod.